# Quins
Quins (okzitanisch gleichlautend) ist eine französische Gemeinde mit 885 Einwohnern (Stand 1. Januar 2022) im Département Aveyron in der Region Okzitanien (vor 2016 Midi-Pyrénées). Sie gehört zum Arrondissement Villefranche-de-Rouergue und zum Kanton Ceor-Ségala. Die Einwohner werden Quinsois und Quinsoises genannt.

## Geografie
Quins liegt etwa 19 Kilometer südwestlich von Rodez im Zentralmassiv. Das Gemeindegebiet wird vom Flüsschen Vayre durchquert, das schließlich in den im Westen verlaufenden Lézert einmündet. Umgeben wird Quins von den Nachbargemeinden Gramond im Norden, Baraqueville im Nordosten und Osten, Camboulazet im Osten und Südosten, Camjac im Südosten und Süden, Naucelle im Süden sowie Sauveterre-de-Rouergue im Westen und Nordwesten.
Durch die Gemeinde führt die Route nationale 88.

## Bevölkerungsentwicklung
| Jahr                       | 1962 | 1968 | 1975 | 1982 | 1990 | 1999 | 2006 | 2019 |
| -------------------------- | ---- | ---- | ---- | ---- | ---- | ---- | ---- | ---- |
| Einwohner                  | 1218 | 1053 | 886  | 715  | 717  | 644  | 764  | 848  |
| Quellen: Cassini und INSEE |      |      |      |      |      |      |      |      |

## Sehenswürdigkeiten
- Kirche Saint-Pierre-ès-Liens
- Priorat Saint-Blaise im Weiler Salan
- Kirche Saint-Blaise im Weiler Salan
- Kapelle Saint-Vincent im Weiler Lugan
- Burgkapelle Saint-Clair im Weiler Verdun, ursprünglich im ausgehenden 10. Jahrhundert errichtet mit Umbauten im 15. und 16. Jahrhundert, seit 1999 als Monument historique eingetragen
- Burgruine im Weiler Verdun

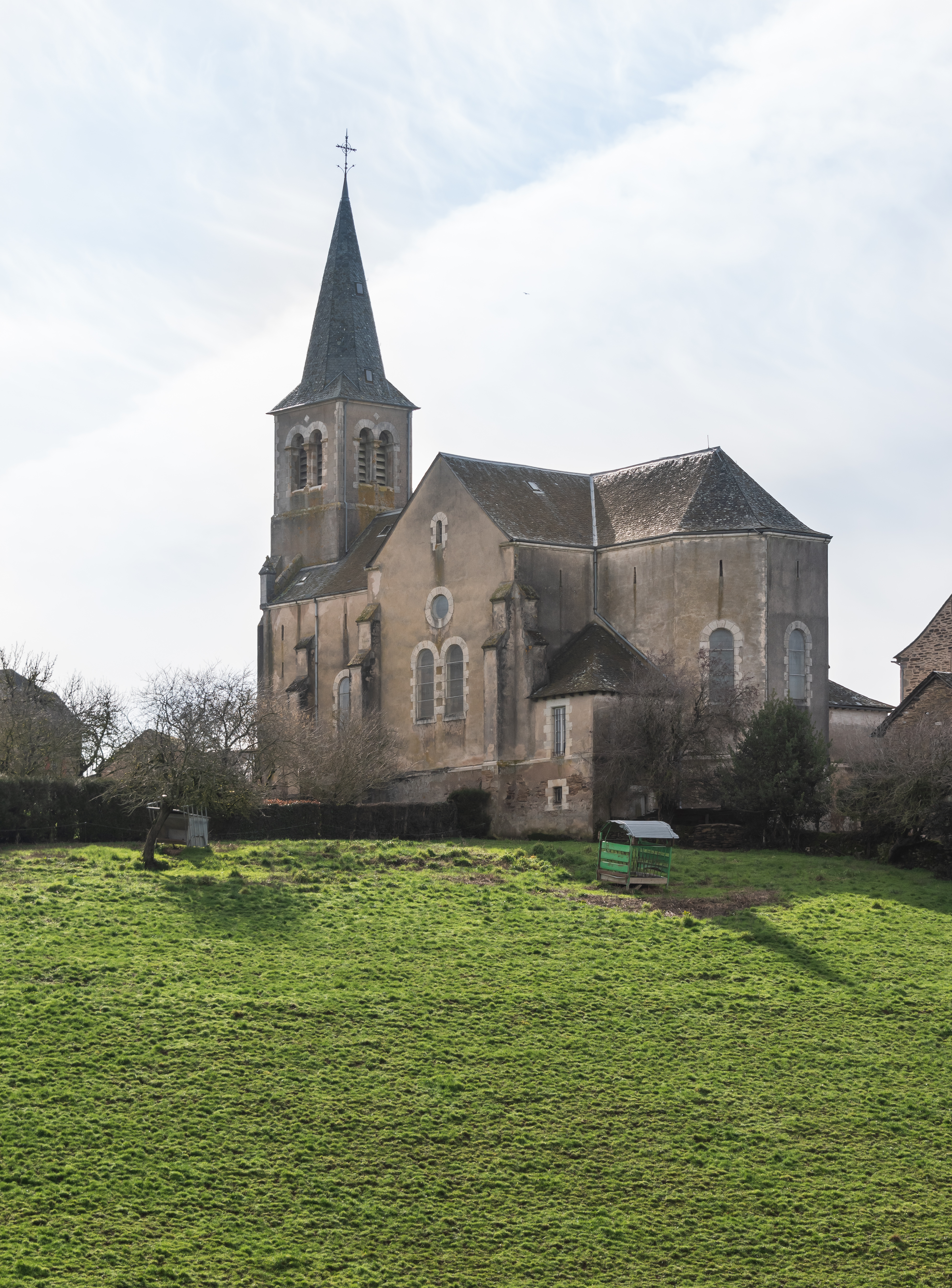
Kirche Saint-Pierre-ès-Liens
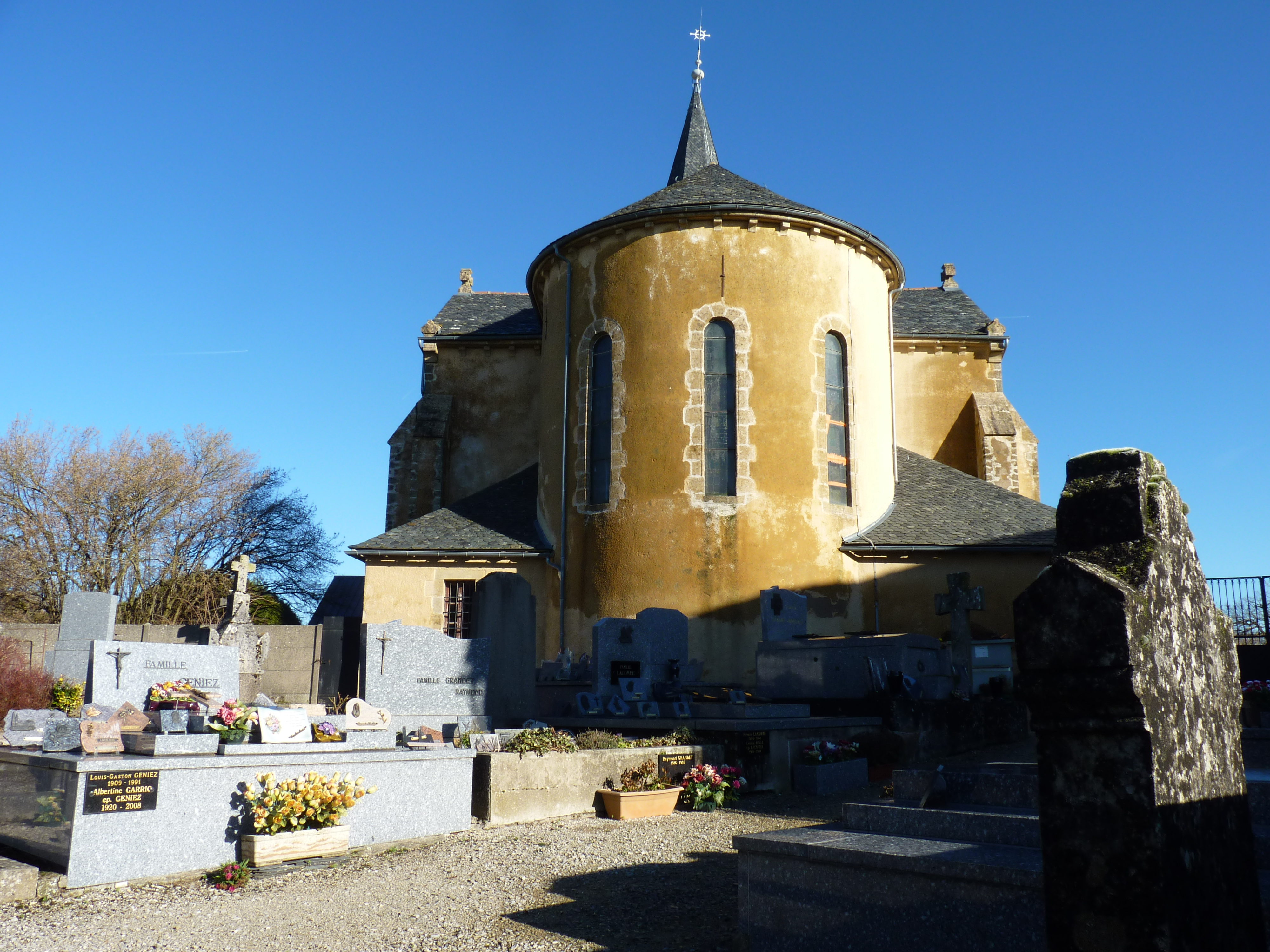
Kirche Saint-Blaise, Apsis
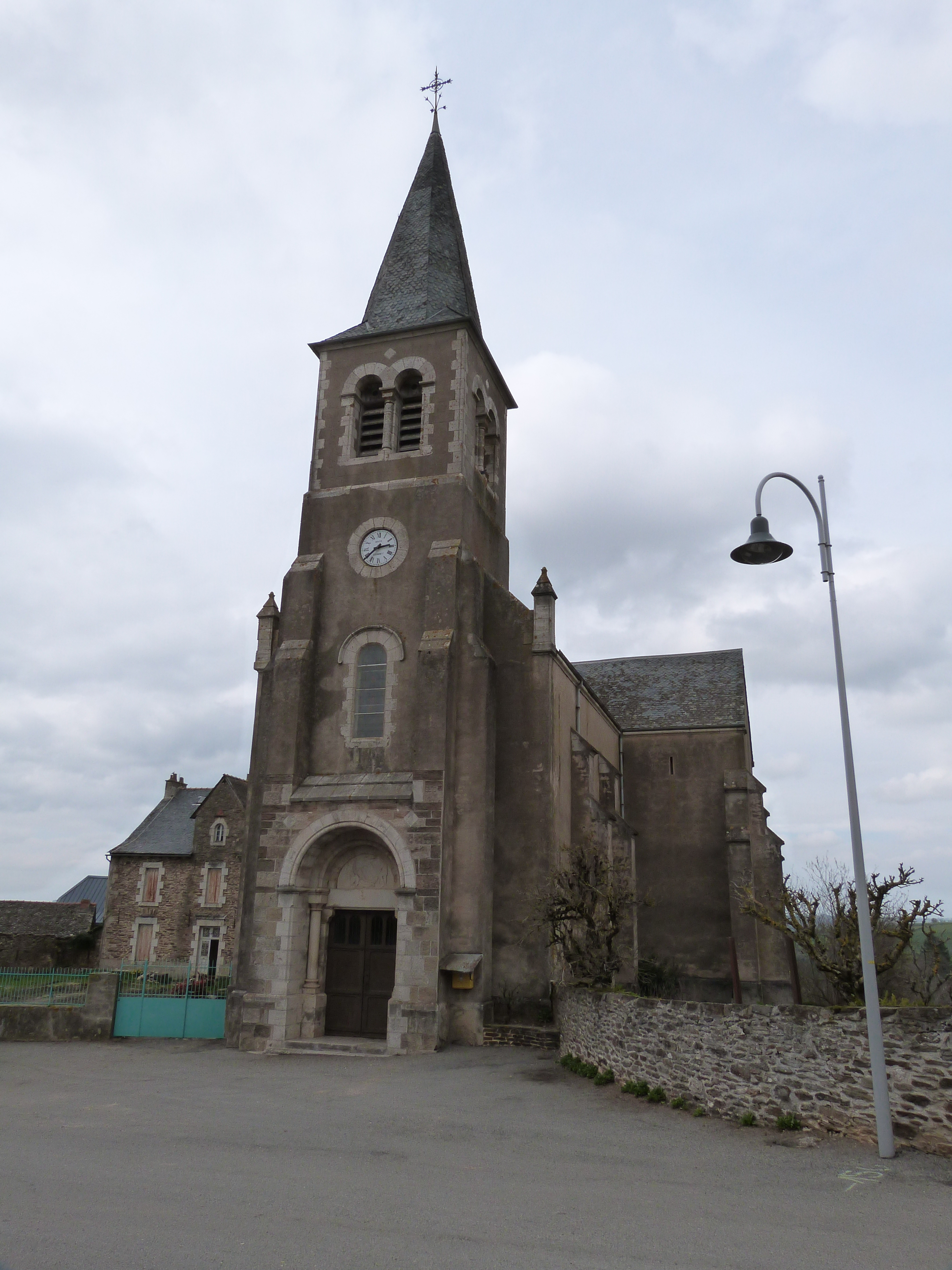
Kirche Saint-Vincent
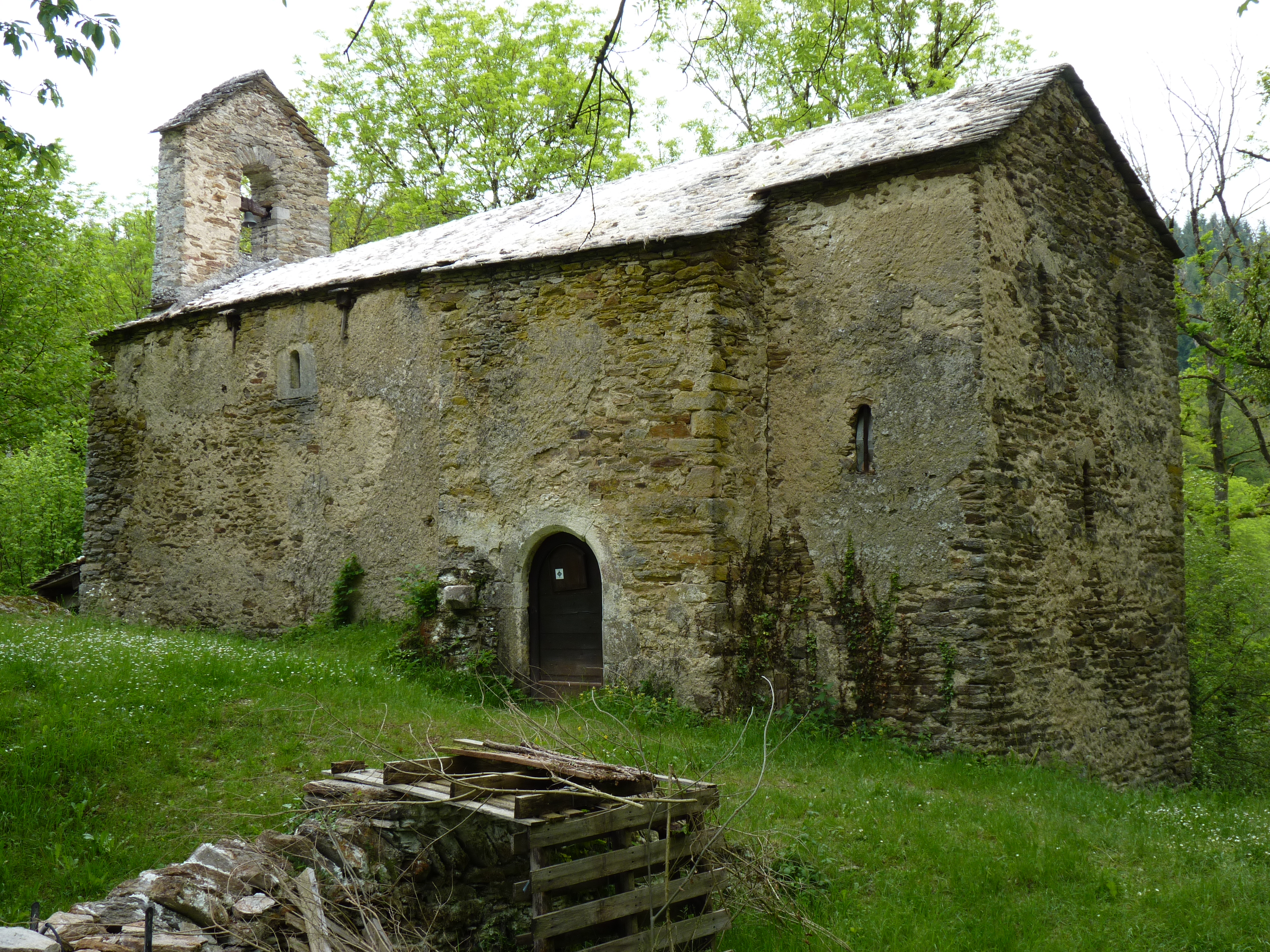
Kapelle Saint-Clair
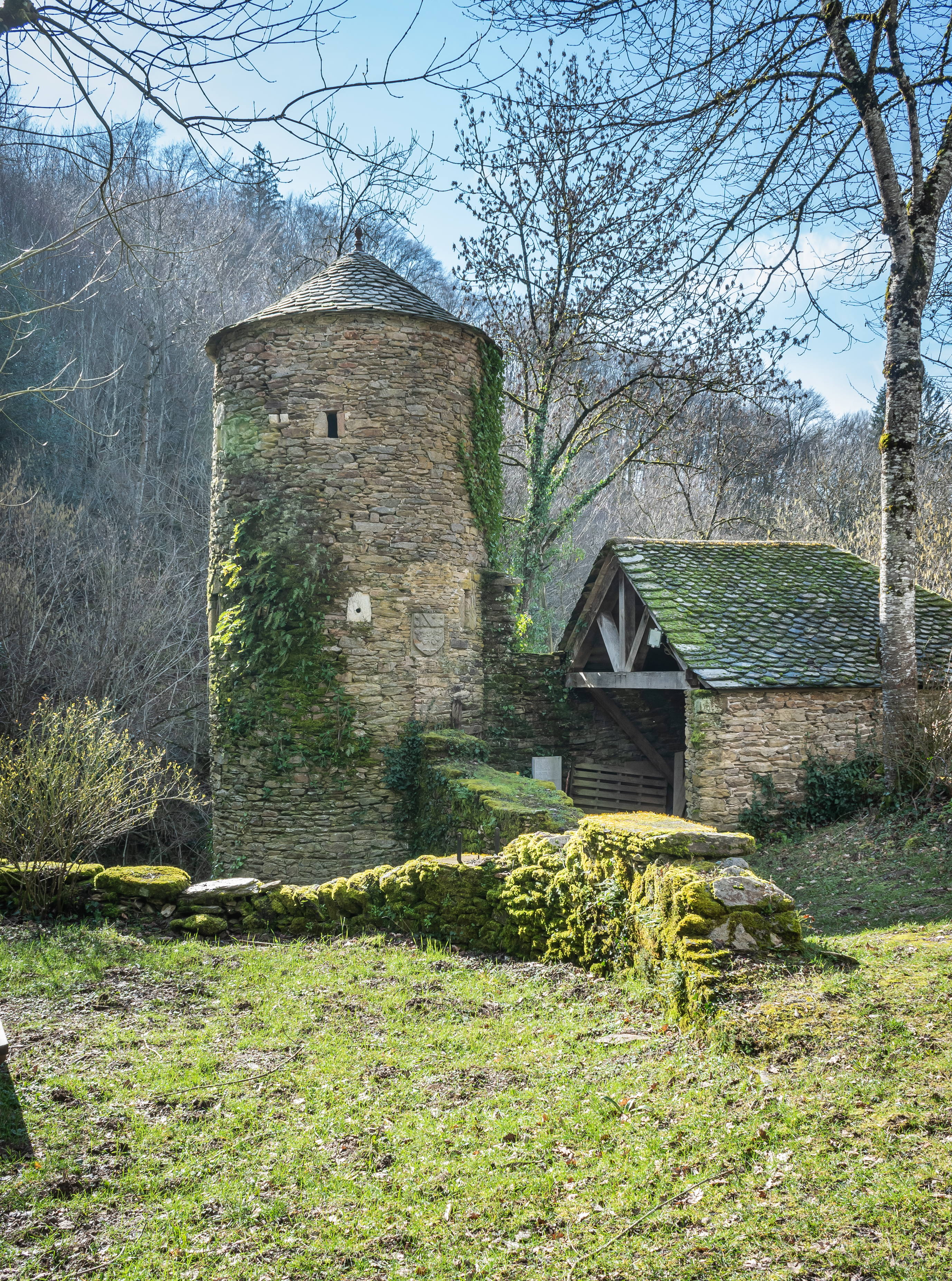
Burgruine